# 鳳園巴士總站
鳳園巴士總站 ( 英文 : Fung Yuen Bus Terminus )是新界大埔區的巴士總站 ，位於鳳園路近鳳園谷 ，現時有2條專線小巴以此為總站，另有3條巴士途經。

## 總站路線 ( 專線小巴 )資料

### 新界區專線小巴20P線
- 鳳園（嵐山） ↺ 大埔墟站

往大埔墟站的小巴路線，路線基本上跟九巴72C線一樣，唯不經大埔中心。

### 新界區專線小巴20M線
- 鳳園（嵐山） ↺ 大埔中心

往大埔中心的小巴路線，路線基本上跟小巴20P線一樣，唯不往大埔墟站。

## 途經路線資料 ( 巴士 )

### 九龍巴士72C線
- 大美督 → 大埔墟站

往大埔墟站的巴士路線，只於週一至五上午繁忙時間服務，途經汀角路、鳳園及大埔中心。

### 九龍巴士73P線
- 大美督 ↔ 荃灣（如心廣場）

來往荃灣（如心廣場）的巴士路線，只於週一至五繁忙時間服務，途經汀角路、鳳園、葵興、葵芳及荃灣市中心。

### 九龍巴士74E線
- 大美督 ↔ 觀塘碼頭

來往觀塘碼頭的巴士路線，只於週一至五繁忙時間服務，途經汀角路、鳳園、彩虹、九龍灣及觀塘市中心。

## 外部連結
- 九巴 （页面存档备份，存于）